# Cellarinella foveolata
Cellarinella foveolata är en mossdjursart som beskrevs av Campbell Easter Waters 1904. Cellarinella foveolata ingår i släktet Cellarinella och familjen Sclerodomidae. Inga underarter finns listade i Catalogue of Life.